# Hudson de Souza
Hudson Santos de Souza, né le 25 février 1977 à Sobradinho, District fédéral, est un athlète brésilien spécialiste des courses de demi-fond. Il est l'actuel détenteur de quatre records d'Amérique du sud sur 1 500 m, Mile, 2 000 mètres et 3 000 mètres.

## Carrière
Il se distingue lors des Jeux panaméricains de 2003 en réalisant le doublé 1 500 mètres/5 000 mètres. Vainqueur des Championnats d'Amériques du Sud à trois reprises de 1999 à 2001, il remporte sur 3 000 mètres l'édition 2006 des Championnats Ibéro-américains. 
Il participe à trois Jeux olympiques consécutifs, de 2000 à 2008, mais ne parvient pas à atteindre la finale.
En 2011 lors des championnats d'Amérique du Sud, il obtient la médaille d'argent du 1 500 mètres derrière Leandro Prates Oliveira avec 3 min 46 s 35 mais s'impose sur 3 000 mètres steeple en 8 min 36 s 83.

## Records
| Épreuve | Performance   | Lieu     | Date            |
| ------- | ------------- | -------- | --------------- |
| 800 m   | 1 min 45 s 69 |          | 2000            |
| 1 500 m | 3 min 33 s 25 | Rieti    | 28 août 2005    |
| Mile    | 3 min 51 s 05 | Oslo     | 29 juillet 2005 |
| 3 000 m | 7 min 39 s 70 | Lausanne | 2 juillet 2002  |